# Machine de marquage routier
 (avril 2015).
Si vous disposez d'ouvrages ou d'articles de référence ou si vous connaissez des sites web de qualité traitant du thème abordé ici, merci de compléter l'article en donnant les références utiles à sa vérifiabilité et en les liant à la section « Notes et références ».

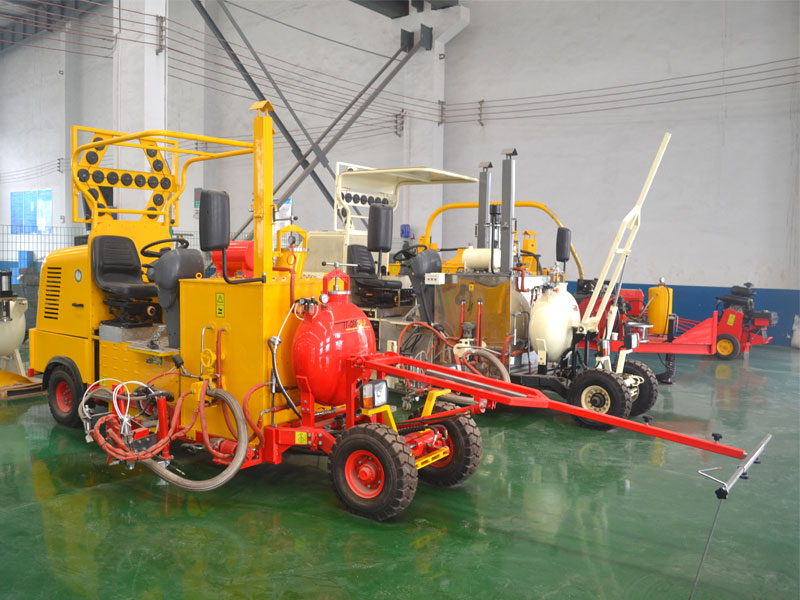
Moyenne Machine de conduite thermoplastique de marquage au sol de pulvérisation

Une machine de marquage routier (ou équipement de marquage routier, machine de traçage routier) est un dispositif mécanique qui matérialise les marquages routiers sur la surface de la route ou les parcs de stationnement afin de garantir l'ordre et la sécurité du trafic, notamment en respectant les règles s'appliquant à la signalisation routière horizontale.

## Classification
On distingue différentes catégories de revêtements, définies en fonction des produits de marquage utilisés :  peintures, enduits à chaud, enduits à froid, marquages préfabriqués.
Les machines de marquage routier peuvent également être catégorisées en fonction du type de véhicule : auto-propulsé (avec ou sans conducteur) ou poussé à la main. 

## Matériaux utilisés

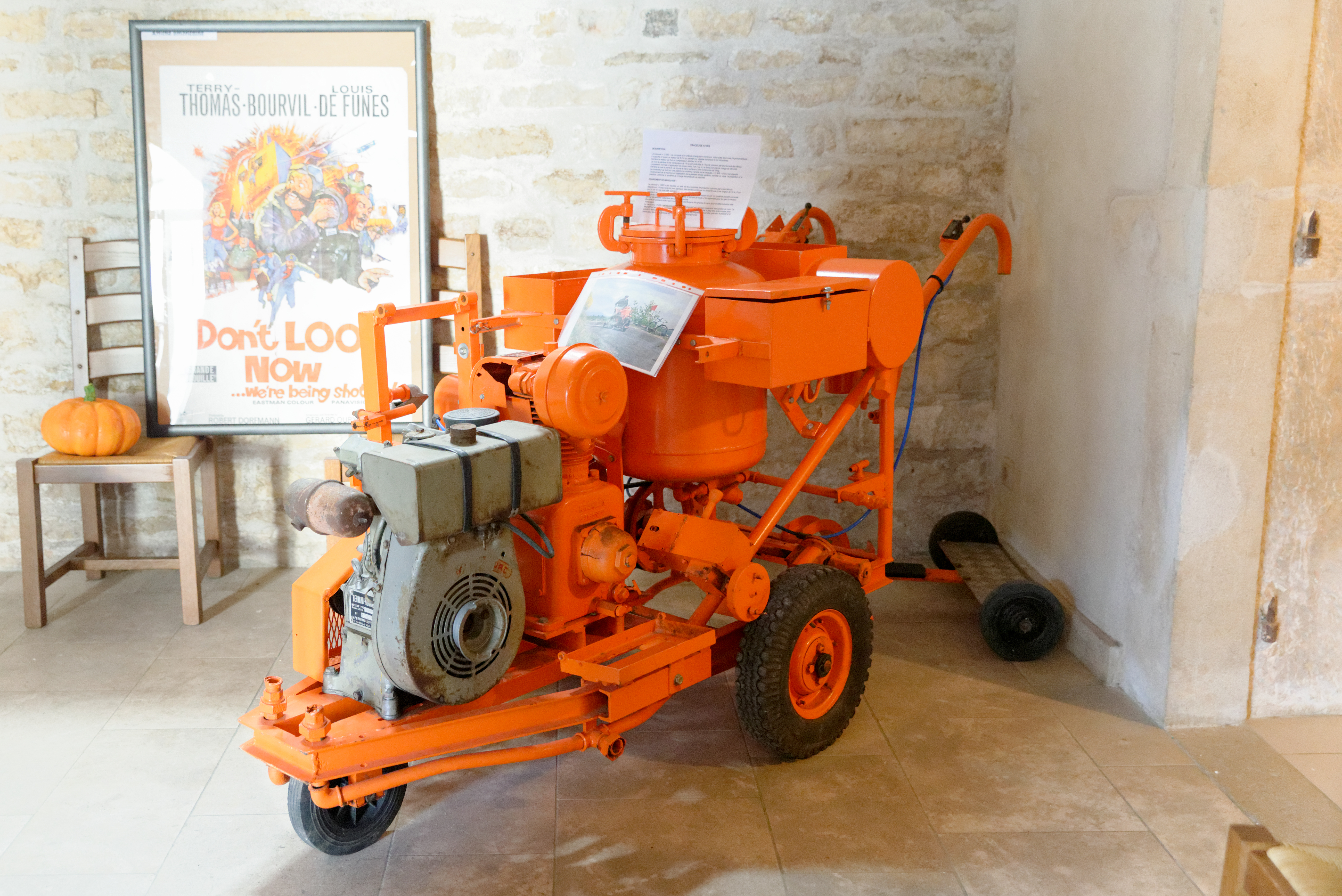
Une ancienne machine de marquage routier, du milieu du XXe siècle.

Les matériaux utilisés pour le marquage horizontal sont choisis en fonction des contraintes climatiques de la zone à tracer, de la densité du trafic et du support sur lequel ils doivent être appliqués. De manière générale, les produits se composent de liants et de pigments auxquels sont adjoints des microbilles de verre assurant la visibilité du traçage de nuit par un système de rétroréflexion. Ces matériaux sont projetés par des pistolets, à haute ou basse pression, fixés à la machine.
Les marquages routiers sont appliqués en utilisant soit un matériau thermoplastique, une peinture plastique à froid, ou une peinture chauffée en présence de réactifs à deux composants. Le matériau thermoplastique est appliqué à chaud avec des ensembles à jeter. Il a une bonne durabilité et est adapté à une utilisation sur toutes les routes. Les enduits à froid sont fournis sous des formes simples ou multi-composantes. Le produit est appliqué sur la chaussée et un film cohésif est formé par l'activité chimique. Les peintures chauffées en présence de réactifs peuvent être appliquées à chaud ou à froid. Elles sont formulées spécifiquement pour créer des liaisons à la surface de la route, et possèdent des perles de verre qui sont incluses immédiatement à la peinture humide (permettant une bonne réflexion la nuit). Les peintures régulières sont encore utilisées dans le monde entier et constituent la méthode la plus rapide pour tracer des lignes, mais elles n'ont pas la durée de vie des matériaux thermoplastiques ni même leur réactivité sur le terrain.

### Marquages thermoplastiques
Le marquage thermoplastique comprend les lignes réfléchissantes, et les lignes vibratoires permettant de séparer la chaussée en deux et prévenant le conducteur par vibration du véhicule en cas de sortie de route. La peinture utilisée est appelée peinture thermoplastique, ou peinture de marquage thermofusible. Elle est constituée d'un mélange de résine synthétique, de perles de verre, de pigments colorés, des charges de bois, et d'autres additifs. La résine permet un séchage rapide lors de l'application et donne, après fusion et séchage, un aspect solide au marquage. Elle conditionne aussi l'adhérence du marquage au sol. Les additifs ajoutés peuvent augmenter la plasticité du revêtement et limiter la sédimentation de la peinture, sa pollution et son ternissement. Les pigments employés dans les peintures de marquage sont généralement jaunes ou blancs. La peinture de marquage blanche contient principalement du blanc de titane, de l'oxyde de zinc, du lithopone. La peinture jaune sans plomb prend généralement sa couleur par chauffage. Les matériaux de remplissage de peinture routière peuvent affecter la résistance mécanique, la résistance à l'abrasion et la teinte de la membrane de revêtement. 
La taille des particules de la poudre de peinture aura une influence sur l'écoulement, la sédimentation et définira la manière par laquelle elle sera appliquée sur la surface. Les perles de verre de revêtement sont ajoutées afin d'améliorer la visibilité du marquage la nuit, ainsi que sa durabilité. Ce sont des pastilles transparentes incolores, réfractant la lumière en la concentrant dans la direction de l'éclairement.

## Types de construction de marquage routier

### Machine de traçage par pulvérisation
La peinture est projetée sous très forte pression et très haut débit par une pompe sans air assurant la constance des paramètres. Lorsque la pression de projection est au-dessus de 10 ~ 80 kg / cm², la peinture est atomisée en sortie par des buses de différentes spécifications. La peinture atomisée n'est pas aussi fine ni aussi lisse que la peinture pulvérisée par air. Le marquage est précis et uniforme, avec une forte adhérence à la chaussée ce qui garantit sa longévité. 
Une machine de traçage par pulvérisation peut aussi pulvériser des peintures à haute viscosité. L'efficacité de la construction est de 2 à 4 fois de la peinture au pistolet à air.

### Machine de traçage par extrusion
Parmi les techniques de traçage des marquages routiers, la machine de traçage par extrusion est l'une des plus utilisées pour l’application des enduits à chaud. Le produit est répandu par un appareil conçu sur le principe de la vis sans fin. Un chauffage préalable des thermoplastiques entre 150° et 180 °C dans des malaxeurs fondoirs doit être réalisé à bord de remorques ou de camions accompagnateurs de chantier. Le produit peut ensuite être appliqué sur la chaussée au moyen de trois techniques : Coulée, Projection, Extrusion (appelée aussi rideau).
Dans le cas des machines de traçage à extrusion, le produit est véhiculé par une pompe d'extrusion (technique de la vis sans fin). Cette dernière alimente une "tête" d'extrusion à largeur variable, qui permet la formation d'un membrane que l'on pose sur la chaussée sans qu'aucune partie ne frotte sur le support contrairement à l'application de coulée.

## Équipement auxiliaire
Afin d'améliorer l'efficacité de la construction et la qualité des marquages, des équipements auxiliaires sont parfois installés sur le chantier. L'équipement auxiliaire principal comprend un fondoir de thermoplastique, une machine de pré-marquage à poussoir à main et une machine d'enlèvement de marquage. Le fondoir de thermoplastique est utilisé pour faire fondre la poudre solide de revêtement en un liquide visqueux. Il garantit ainsi à la machine de marquage routier un flux régulier d'approvisionnement en peinture. Le pré-marqueur est utilisé pour dessiner un croquis de terrain à l'avance et permet d'éviter un marquage défectueux. La machine d'enlèvement de marquage est utilisée pour nettoyer les marques anciennes ou incorrectes. 
Ces éléments auxiliaires ne sont en général pas nécessaires lorsque le marquage est effectué par de grandes machines automotrices.